# Komorów (Mikstat)
Komorów (deutsch Komorow, 1939–1945 Wölfingen) ist eine Ortschaft mit einem Schulzenamt der Stadt-und-Land-Gemeinde Mikstat im Powiat Ostrzeszowski der Woiwodschaft Großpolen in Polen.

## Geschichte
Der Ort im Weluner Land der Woiwodschaft Sieradz wurde im Jahr 1366 als Comorow zusammen mit der Stadt Mikstat (in civitate Comorow in Theutonico Mixstad) erstmals urkundlich erwähnt. Der Ortsname ist vom Personennamen Komar mit dem besitzanzeigenden Suffix -ów abgeleitet.
Im Zuge der Zweiten Polnischen Teilung kam der Ort 1793 an Preußen. Nach dem Ende des Ersten Weltkriegs kam Komorów zu Polen, Woiwodschaft Posen. Beim Überfall auf Polen 1939 wurde das Gebiet von den Deutschen besetzt und dem Landkreis Ostrowo im Reichsgau Wartheland zugeordnet.
Von 1975 bis 1998 gehörte Komorów zur Woiwodschaft Kalisz.